# Ребел Вілсон
Ре́бел Ме́лані Елізабет Вілсон (англ. Rebel Melanie Elizabeth Wilson, нар. 2 березня 1980, Сідней) — австралійська акторка, сценаристка та продюсерка. Почала свою кар'єру з участі в австралійських комедійних шоу, а потім дебютувала в США роллю у фільмі «Подружки нареченої» (2011). Справжній прорив акторки відбувся після ролі в романтичних комедіях «Ідеальний голос» та «Холостячки».

## Кар'єра
Ребел Вілсон навчалася в австралійському підлітковому театрі, а 2003 року виграла стипендію на поїздку в Нью-Йорк для участі в конкурсі The Second City. Повернувшись до Сіднея, вона почала працювати в місцевому театрі, де поставила власноруч написаний мюзикл «The Westie Monologues»,, а після нього — ще два. Пізніше вона стала популярною завдяки виступам у різних комедійних телешоу Австралії, а 2008 року зіграла головну роль у власному ситкомі Bogan Pride. 
Після переїзду до США Вілсон підписала контракт з агентством William Morris Endeavor і незабаром знялася у фільмі «Подружки нареченої», де зіграла роль сусідки героїні Крістен Віг, а також з'явилася в епізоді ситкому «Правила спільного життя». «Подружки нареченої» мав як комерційний, так і успіх у критики, вже влітку 2011 року Вілсон отримала одну з головних ролей у фільмі «Холостячки», замінивши Кейсі Вілсон. Тоді ж вона повернулася в Австралію для знімань у фільмі «Весільний розгром», також знімалась в американських картинах «Безвихідна ситуація», «Удар блискавки» і «Чого чекати, коли чекаєш на дитину», які були випущені в прокат у першій половині 2012 року. Вона також зіграла одну з головних ролей в комедіях «Ідеальний голос» і «Кров'ю і потом: Анаболіки», і взяла участь в озвучуванні анімаційного фільму «Льодовиковий період 4: Континентальний дрейф».
На початку 2012 року було оголошено, що Ребел Вілсон продала сценарій пілотного випуску телевізійного ситкому «Супер веселий вечір» каналу CBS і візьме участь у проєкті як продюсерка, авторка й виконавиця головної ролі. Проте проєкт не отримав продовження CBS, пізніше ним зацікавився ABC для можливого показу 2013 року. У травні 2013 року канал замовив серіал для трансляції в сезоні 2013-14. Шоу було закрито після одного сезону.
У грудні 2012 року журнал Forbes назвав Ребел Вілсон однією з 30 найперспективніших у Голлівуді персон до 30 років, хоча на той час акторці було вже 32 роки. Після цього оголосили, що вона буде ведучою церемонії MTV Movie Awards 2013 року.

## Особисте життя
Ребел Вілсон народилася й виросла в Сіднеї, Австралія, має двох сестер і брата: Ліберті, Анаркі та Райот. 
У липні 2011 року стала обличчям Jenny Craig, Inc. в Австралії, компанії, що займається плануванням правильного харчування для схуднення. З 2012 по 2015 жила з відкритим геєм і своїм хорошим другом Метом Лукасом у Західному Голівуді, Лос-Анджелес..
9 червня 2022 року акторка відкрила свої стосунки з Рамоною Аґрума на своїй сторінці в інстаграм: «Я думала, що шукала діснеївського принца... Але, здається, все, що мені було потрібно, це діснеївська принцеса.» Проте це рішення було прийняте, аби попередити статтю Ендрю Горнері з «The Sydney Morning Herald», яка мала за намір розкрити стосунки акторки з жінкою, вчинивши аутинг. В той час, як редактор видання, Беван Шилдс, захищав Горнері в потоці осуду, останній визнав свою помилку, тож оригінал статті було вилучено.

## Підтримка України на тлі російського вторгнення
У березні 2022 року Вілсон стала ведучою церемонії вручення кінопремії BAFTA в Лондоні. Під час виступу вона продемонструвала свою позицію щодо вторгнення РФ в Україну. Вілсон показала на камеру середній палець, адресувавши жест президенту РФ Володимиру Путіну.

## Фільмографія

### Фільми
| Рік  | Українська назва                             | Оригінальна назва                    | Роль           | Примітки                |
| ---- | -------------------------------------------- | ------------------------------------ | -------------- | ----------------------- |
| 2004 | Піца з доставкою                             | Fat Pizza                            | Toula          |                         |
| 2007 | Примарний вершник                            | Ghost Rider                          | Girl in Alley  |                         |
| 2009 | —                                            | Bargain!                             | Лінда          | короткометражна стрічка |
| 2011 | Подружки нареченої                           | Bridesmaids                          | Брінн          |                         |
| 2012 | Безвихідна ситуація                          | Small Apartments                     | Рокі           |                         |
| 2012 | Весільний розгром                            | A Few Best Men                       | Дафні Реммі    |                         |
| 2012 | Чого чекати, коли чекаєш на дитину           | What to Expect When You're Expecting | Дженіс         |                         |
| 2012 | Удар блискавки                               | Struck by Lightning                  | Малері Беггс   |                         |
| 2012 | Холостячки                                   | Bachelorette                         | Бекі           |                         |
| 2012 | Ідеальний голос                              | Pitch Perfect                        | Товста Емі     |                         |
| 2012 | Льодовиковий період 4: Континентальний дрейф | Ice Age: Continental Drift           | Рез            | озвучування             |
| 2013 | Кров'ю і потом: Анаболіки                    | Pain & Gain                          |                |                         |
| 2014 | Ніч в музеї 3                                | Night at the Museum 3                | Мінді          |                         |
| 2015 | Ідеальний голос 2                            | Pitch Perfect 2                      | Товста Емі     |                         |
| 2016 | В активному пошуку                           | How to Be Single                     | Робін          |                         |
| 2016 | Брати з Ґрімзбі                              | The Brothers Grimsby                 | Ліндсі         |                         |
| 2016 | —                                            | Absolutely Fabulous: The Movie       | Стюардеса      | камео                   |
| 2017 | Ідеальний голос 3                            | Pitch Perfect 3                      | Товста Емі     |                         |
| 2019 | —                                            | Isn't It Romantic                    | Наталі         | також продюсер          |
| 2019 | Відчайдушні шахрайки                         | The Hustle                           | Лонні          | також продюсер          |
| 2019 | Кролик Джоджо                                | Jojo Rabbit                          | Фроляйн Рам    |                         |
| 2019 | Кішки                                        | Cats                                 | Jennyanydots   |                         |
| 2022 | Випускний рік                                | Senior Year                          | Стефані Конвей |                         |

### Телевізійні проєкти
| Рік     | Українська назва               | Оригінальна назва              | Роль                           | Примітки                                              |
| ------- | ------------------------------ | ------------------------------ | ------------------------------ | ----------------------------------------------------- |
| 2003-07 |                                | Pizza                          | Toula                          | 3—5 сезони                                            |
| 2006-07 |                                | The Wedge                      | Різні                          | 48 серій                                              |
| 2007-09 |                                | Thank God You're Here          | Різні                          | Серії: «3.04», «3.09», «4.03» та «4.09»               |
| 2008    |                                | Bogan Pride                    | Дженні Креґґ                   | 6 серій                                               |
| 2008    |                                | Monster House                  | Пенелопа Вебб                  | 10 серій                                              |
| 2009    |                                | Talkin' 'Bout Your Generation  | гість Покоління Y              | Episode: «Series 1, Episode 3»                        |
| 2009    | Відділ вбивств                 | City Homicide                  | Сара Ґілберт                   | Episode: «Dead Weight»                                |
| 2009    |                                | The Breast Darn Show in Town   | В ролі себе                    |                                                       |
| 2010    |                                | ARIA Music Awards 2010         | В ролі себе                    |                                                       |
| 2010    | Правила спільного життя        | Rules of Engagement            | Сара                           | Серія: «Les-bros»                                     |
| 2011    |                                | Workaholics                    | Big Money Hustla               | Серія: «Straight Up Juggahos»                         |
| 2013    |                                | Super Fun Night                | Кіммі                          | 17 епізодів                                           |
| 2015    |                                | Pompidou                       | Дорін Боґнер та Долорес Боґнер | Серія: "Hoarder"                                      |
| 2016    |                                | The Big Music Quiz             | В ролі себе                    | 2 та 8 серії                                          |
| 2016    |                                | Travel Man                     | В ролі себе                    | Серія: Christmas Special                              |
| 2019    |                                | Les Norton                     | Дорін Боґнер та Долорес Боґнер | Всі серії                                             |
| 2020    |                                | Pooch Perfect                  | Ведуча                         | 8 серій                                               |
| 2021    | Who Wants to Be a Millionaire? | Who Wants to Be a Millionaire? | В ролі себе                    | Епізод: "In The Hot Seat: Rebel Wilson & Amanda Peet" |

### Відеоігри
| Рік  | Назва                                        | Роль | Примітки    |
| ---- | -------------------------------------------- | ---- | ----------- |
| 2012 | Льодовиковий період 4: Континентальний дрейф | Рез  | Озвучування |